# Christian Montjean
Pour les articles homonymes, voir Montjean.
Christian Montjean, né le 23 novembre 1952, est un taekwondoïste français.
Il remporte la médaille de bronze dans la catégorie des moins de 84 kg aux Championnats d'Europe de taekwondo 1984.